# Eugenia goyazensis
Eugenia goyazensis là một loài thực vật có hoa trong Họ Đào kim nương. Loài này được Nied. mô tả khoa học đầu tiên năm 1893.